# Daylesford
Daylesford (3 073 habitants) est une ville du centre ouest de l'État de Victoria en Australie à 46 kilomètres de Ballarat et à 115 km au nord-ouest de Melbourne dans le comté d'Hepburn et sur la Midland Highway.
Les environs de la ville comme à Hepburn Springs, au nord, sont connus pour leurs sources d'eau minérale où chacun peut se servir.

## Référence
- Statistique sur Daylesford